# 31e regering van Israël
De 31e regering (ook bekend als het kabinet–Olmert) was de uitvoerende macht van de Staat Israël van 4 mei 2006 tot 31 maart 2009. Premier Ehud Olmert (Kadima) stond aan het hoofd van een coalitie van Kadima, de Arbeidspartij, Shas, Yisrael Beiteinu en de Israëlische Ouderenpartij.

## Totstandkoming en verloop
Na de verkiezingen van 2006 vormde Kadima op 28 april 2006 een coalitie met de combinatie Arbeidspartij-Meemad, Shas en Israëlische Ouderenpartij in de Knesset). Op 4 mei 2006 werd het kabinet geïnstalleerd door president Moshe Katsav. Op 30 oktober 2006 voegde Jisrael Beeténoe zich bij deze regering maar stapte op 18 januari 2008 uit het kabinet vanwege de in hun ogen te ver gaande vredesbesprekingen met president Mahmoud Abbas van de Palestijnse Autoriteit. Op 21 september 2008 werd Olmert demissionair premier. Olmert trad terug vanwege beschuldigingen van corruptie. Minister van buitenlandse zaken Tzipi Livni, tevens de nieuwe partijleider van Kadima, slaagde er niet in om een nieuwe regering te vormen, met als gevolg dat er op 10 februari 2009 vervroegde parlementsverkiezingen worden gehouden.

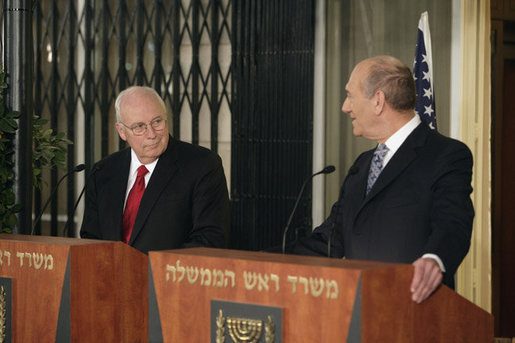
Vicepresident van de Verenigde Staten Dick Cheney en premier Ehud Olmert tijdens een persconferentie in Jeruzalem op 22 maart 2008.

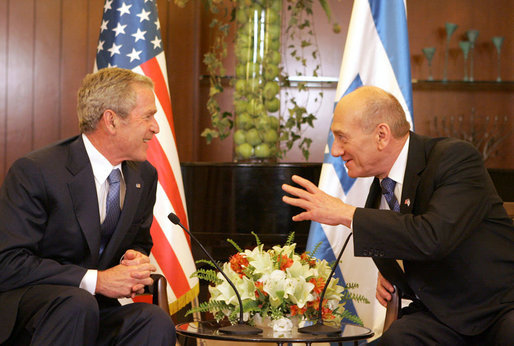
President van de Verenigde Staten George W. Bush en premier Ehud Olmert tijdens een bijeenkomst in Jeruzalem op 14 mei 2008.

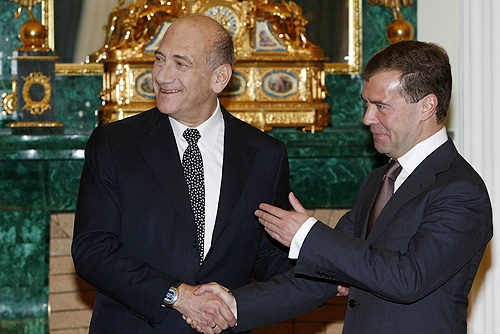
Premier Ehud Olmert en president van Rusland Dmitri Medvedev tijdens een bezoek aan het Kremlin op 7 oktober 2008.

## Ambtsbekleders
| Ambtsbekleder                                      | Ambtsbekleder        | Ambtsbekleder                                     | Functie                                            | Ambtstermijn      | Ambtstermijn     | Partij                    |
| -------------------------------------------------- | -------------------- | ------------------------------------------------- | -------------------------------------------------- | ----------------- | ---------------- | ------------------------- |
|                                                    | Ehud Olmert          | Ehud Olmert אֵהוּד אוֹלְמֶרט (1945)                    | Premier                                            | 14 april 2006     | 31 maart 2009    | Kadima                    |
| Minister van Strategische Zaken                    | Ehud Olmert          | Ehud Olmert אֵהוּד אוֹלְמֶרט (1945)                    | 18 januari 2008                                    |                   | 31 maart 2009    | Kadima                    |
|                                                    | Shimon Peres         | Shimon Peres שִׁמְעוֹן פֶּרֶס (1923–2016)                | Vicepremier                                        | 4 mei 2006        | 15 juli 2007     | Kadima                    |
| Minister voor Ontwikkeling van de Negev en Galilea | Shimon Peres         | Shimon Peres שִׁמְעוֹן פֶּרֶס (1923–2016)                |                                                    | 4 mei 2006        | 15 juli 2007     | Kadima                    |
|                                                    | Tzipi Livni          | Tzipi Livni ציפי לבני (1958)                      | Vicepremier                                        | 14 januari 2006   | 31 maart 2009    | Kadima                    |
| Minister van Buitenlandse Zaken                    | Tzipi Livni          | Tzipi Livni ציפי לבני (1958)                      | 4 mei 2006                                         |                   | 31 maart 2009    | Kadima                    |
|                                                    | Amir Peretz          | Amir Peretz עָמִיר פֶּרֶץ (1952)                       | Vicepremier                                        | 4 mei 2006        | 18 juni 2007     | Arbeidspartij             |
| Minister van Defensie                              | Amir Peretz          | Amir Peretz עָמִיר פֶּרֶץ (1952)                       |                                                    | 4 mei 2006        | 18 juni 2007     | Arbeidspartij             |
|                                                    | Ehud Barak           | Rav Aluf Ehud Barak אֵהוּד בָּרָק (1942)               | Vicepremier                                        | 18 juni 2007      | 18 maart 2013    | Arbeidspartij             |
| Minister van Defensie                              | Ehud Barak           | Rav Aluf Ehud Barak אֵהוּד בָּרָק (1942)               |                                                    | 18 juni 2007      | 18 maart 2013    | Arbeidspartij             |
|                                                    | Eli Yishai           | Eli Yishai אליהו אלי (1962)                       | Vicepremier                                        | 4 mei 2006        | 18 maart 2013    | Shas                      |
| Minister van Economie                              | Eli Yishai           | Eli Yishai אליהו אלי (1962)                       | 31 maart 2009                                      | 4 mei 2006        |                  | Shas                      |
|                                                    | Avigdor Lieberman    | Avigdor Lieberman אֲבִיגְדוֹר לִיבֶּרְמָן (1958)           | Vicepremier                                        | 30 oktober 2006   | 18 januari 2008  | Yisrael Beiteinu          |
| Minister van Strategische Zaken                    | Avigdor Lieberman    | Avigdor Lieberman אֲבִיגְדוֹר לִיבֶּרְמָן (1958)           |                                                    | 30 oktober 2006   | 18 januari 2008  | Yisrael Beiteinu          |
|                                                    | Haim Ramon           | Haim Ramon חיים רמון (1950)                       | Vicepremier                                        | 4 mei 2006        | 31 maart 2009    | Kadima                    |
| Minister van Justitie                              | Haim Ramon           | Haim Ramon חיים רמון (1950)                       | 22 augustus 2006                                   | 4 mei 2006        |                  | Kadima                    |
| Minister zonder portefeuille (Algemene Zaken)      | Haim Ramon           | Haim Ramon חיים רמון (1950)                       | 22 augustus 2006                                   | 31 maart 2009     |                  | Kadima                    |
|                                                    | Shaul Mofaz          | Rav Aluf Shaul Mofaz שאול מופז (1948)             | Vicepremier                                        | 4 mei 2006        | 31 maart 2009    | Kadima                    |
| Minister van Vervoer                               | Shaul Mofaz          | Rav Aluf Shaul Mofaz שאול מופז (1948)             |                                                    | 4 mei 2006        | 31 maart 2009    | Kadima                    |
|                                                    | Roni Bar-On          | Roni Bar-On רוני בר-און (1948)                    | Minister van Binnenlandse Zaken                    | 4 mei 2006        | 4 juli 2007      | Kadima                    |
|                                                    | Meir Sheetrit        | Meir Sheetrit מאיר שטרית (1948)                   | Minister van Binnenlandse Zaken                    | 4 juli 2007       | 31 maart 2009    | Kadima                    |
|                                                    |                      | Abraham Hirschson אברהם הירשזון (1941)            | Minister van Financiën                             | 4 mei 2006        | 22 april 2007    | Kadima                    |
|                                                    | Roni Bar-On          | Roni Bar-On רוני בר-און (1948)                    | Minister van Financiën                             | 22 april 2007     | 31 maart 2009    | Kadima                    |
|                                                    | Meir Sheetrit        | Meir Sheetrit מאיר שטרית (1948)                   | Minister van Justitie                              | 22 augustus 2006  | 30 november 2006 | Kadima                    |
|                                                    | Tzipi Livni          | Tzipi Livni ציפי לבני (1958)                      | Minister van Justitie                              | 30 november 2006  | 7 februari 2007  | Kadima                    |
|                                                    | Daniel Friedmann     | Daniel Friedmann דניאל פרידמן (1936)              | Minister van Justitie                              | 7 februari 2007   | 31 maart 2009    | Kadima                    |
|                                                    |                      | Yaakov Ben-Yezri יעקב בן-יזרי (1927–2018)         | Minister van Volksgezondheid                       | 4 mei 2006        | 31 maart 2009    | Israëlische Ouderenpartij |
|                                                    | Ehud Olmert          | Ehud Olmert אֶהוּד אוֹלְמֶרְט (1945)                    | Minister van Arbeid en Sociale Zaken               | 4 mei 2006        | 21 maart 2007    | Kadima                    |
|                                                    | Yitzhak Herzog       | Yitzhak Herzog אֶהוּד אוֹלְמֶרְט (1960)                 | Minister van Arbeid en Sociale Zaken               | 21 maart 2007     | 17 januari 2011  | Arbeidspartij             |
| Minister van Diaspora Zaken                        | Yitzhak Herzog       | Yitzhak Herzog אֶהוּד אוֹלְמֶרְט (1960)                 | 31 maart 2009                                      | 21 maart 2007     |                  | Arbeidspartij             |
|                                                    | Yuli Tamir           | Yuli Tamir יולי תמיר (1954)                       | Minister van Onderwijs                             | 4 mei 2006        | 31 maart 2009    | Arbeidspartij             |
|                                                    | Shalom Simhon        | Shalom Simhon שלום שמחון (1956)                   | Minister van Landbouw                              | 4 mei 2006        | 17 januari 2011  | Arbeidspartij             |
|                                                    | Meir Sheetrit        | Meir Sheetrit מאיר שטרית (1948)                   | Minister van Huisvesting en Constructie            | 4 mei 2006        | 4 juli 2007      | Kadima                    |
|                                                    | Zeev Boim            | Zeev Boim זאב בוים (1943–2011)                    | Minister van Huisvesting en Constructie            | 4 juli 2007       | 31 maart 2009    | Kadima                    |
|                                                    | Benjamin Ben-Eliezer | Benjamin Ben-Eliezer בנימין בן אליעזר (1936–2016) | Minister van Infrastructuur                        | 4 mei 2006        | 31 maart 2009    | Arbeidspartij             |
|                                                    | Avi Dichter          | Avi Dichter אבי דיכטר (1952)                      | Minister van Openbare Veiligheid                   | 4 mei 2006        | 31 maart 2009    | Kadima                    |
|                                                    | Zeev Boim            | Zeev Boim זאב בוים (1943–2011)                    | Minister van Immigratie                            | 4 mei 2006        | 4 juli 2007      | Kadima                    |
|                                                    |                      | Ya'akov Edery יעקב אדרי (1950)                    | Minister van Immigratie                            | 4 juli 2007       | 14 juli 2008     | Kadima                    |
|                                                    | Eli Aflalo           | Eli Aflalo אלי אפללו (1952)                       | Minister van Immigratie                            | 14 juli 2008      | 31 maart 2009    | Kadima                    |
|                                                    | Ophir Pines-Paz      | Ophir Pines-Paz אופיר פינס-פז (1961)              | Minister van Wetenschap, Cultuur en Sport          | 4 mei 2006        | 1 november 2006  | Arbeidspartij             |
|                                                    | Yuli Tamir           | Yuli Tamir יולי תמיר (1954)                       | Minister van Wetenschap, Cultuur en Sport          | 1 november 2006   | 21 maart 2007    | Arbeidspartij             |
|                                                    | Raleb Majadele       | Raleb Majadele ראלב מג'אדלה (1953)                | Minister van Wetenschap, Cultuur en Sport          | 21 maart 2007     | 31 maart 2009    | Arbeidspartij             |
|                                                    | Yitzhak Cohen        | Yitzhak Cohen יצחק כהן (1951)                     | Minister van Religieuze Zaken                      | 14 januari 2008   | 31 maart 2009    | Shas                      |
|                                                    | Ariel Atias          | Ariel Atias אריאל אטיאס (1970)                    | Minister van Communicatie                          | 4 mei 2006        | 31 maart 2009    | Shas                      |
|                                                    | Yitzhak Herzog       | Yitzhak Herzog אֶהוּד אוֹלְמֶרְט (1960)                 | Minister van Toerisme                              | 4 mei 2006        | 21 maart 2007    | Arbeidspartij             |
|                                                    | Yitzhak Aharonovich  | Itzhak Aharonovich יצחק אהרונוביץ' (1950)         | Minister van Toerisme                              | 21 maart 2007     | 18 januari 2008  | Yisrael Beiteinu          |
|                                                    |                      |                                                   | Minister van Toerisme                              | Vacant            |                  |                           |
|                                                    | Ruhama Abraham       | Ruhama Abraham רוחמה אברהם (1964)                 | Minister van Toerisme                              | 14 juli 2008      | 31 maart 2009    | Kadima                    |
|                                                    |                      | Ya'akov Edery יעקב אדרי (1950)                    | Minister voor Ontwikkeling van de Negev en Galilea | 15 juli 2007      | 31 maart 2009    | Kadima                    |
|                                                    | Rafi Eitan           | Rafi Eitan רפי איתן (1926–2019)                   | Minister voor Sociale Gelijkheid en Seniorenzaken  | 4 mei 2006        | 31 maart 2003    | Israëlische Ouderenpartij |
|                                                    |                      | Ya'akov Edery יעקב אדרי (1950)                    | Minister zonder portefeuille (Politie Beleid)      | 4 mei 2006        | 4 juli 2007      | Kadima                    |
|                                                    | Meshulam Nahari      | Meshulam Nahari משולם נהרי (1951)                 | Minister zonder portefeuille (Sociale Zaken)       | 4 mei 2006        | 18 maart 2013    | Shas                      |
|                                                    | Eitan Cabel          | Eitan Cabel איתן כבל (1959)                       | Minister zonder portefeuille (Arbeid Zaken)        | 4 mei 2006        | 4 mei 2007       | Arbeidspartij             |
|                                                    | Yitzhak Cohen        | Yitzhak Cohen יצחק כהן (1951)                     | Minister zonder portefeuille (Religieuze Zaken)    | 4 mei 2006        | 14 januari 2008  | Shas                      |
|                                                    | Raleb Majadele       | Raleb Majadele ראלב מג'אדלה (1953)                | Minister zonder portefeuille (Wetenschap Beleid)   | 30 januari 2007   | 21 maart 2007    | Arbeidspartij             |
|                                                    | Ruhama Abraham       | Ruhama Abraham רוחמה אברהם (1964)                 | Minister zonder portefeuille (Vervoer Beleid)      | 4 juli 2007       | 14 juli 2008     | Kadima                    |
|                                                    | Ami Ayalon           | Aluf Ami Ayalon עמי אילון (1945)                  | Minister zonder portefeuille (Inlichtingen Zaken)  | 24 september 2007 | 16 december 2008 | Arbeidspartij             |